# Rhopaliella
Rhopaliella is een kevergeslacht uit de familie van de boktorren (Cerambycidae). De wetenschappelijke naam van het geslacht werd voor het eerst geldig gepubliceerd in 2006 door Monné.

## Soorten
Rhopaliella omvat de volgende soorten:
- Rhopaliella bicolorata (Monné, 1989)
- Rhopaliella discicollis (Chevrolat, 1859)